# HMS Emperor of India
La HMS Emperor of India, prima nave da guerra britannica a portare questo nome, è stata una nave da battaglia classe Iron Duke della Royal Navy. Inizialmente era previsto che la nave si chiamasse HMS Delhi ma il nome venne modificato solo un mese prima del varo in onore di Giorgio V, imperatore dell'India. Venne impostata il 31 maggio 1912 nei cantieri Vickers di Barrow-in-Furness, varata il 27 novembre 1913 ed entrò in servizio il 10 novembre 1914, dopo lo scoppio della prima guerra mondiale.

## Servizio
Al momento dell'ingresso in servizio la Emperor of India venne assegnata al 1º Squadrone da Battaglia della Grand Fleet con base a Scapa Flow. In seguito venne trasferita nel 4º Squadrone da Battaglia divenendo l'Ammiraglia del Contrammiraglio Alexander Ludovic Duff. Il Re visitò la nave durante la sua ispezione della flotta a Scapa Flow nel luglio 1915.
Non partecipò alla battaglia dello Jutland nel 1916 in quanto si trovava in cantiere al momento dell'uscita della Hochseeflotte tedesca dalle sue basi. In sua assenza l'ammiraglia dello Squadrone fu la Superb. Nel 1917 rimpiazzò la sorella Marlborough come seconda ammiraglia del 1º Squadrone da Battaglia.
Nel novembre 1918 presenziò alla resa della flotta tedesca e rimase in servizio anche nel dopoguerra, venendo assegnata alla Mediterranean Fleet nel 1919.
Venne radiata dal servizio attivo nel 1929 e affondata come nave bersaglio il 1º settembre 1931. L'anno successivo venne recuperata e venduta per essere demolita il 6 febbraio.